# Amelin (powiat lubartowski)
Amelin – wieś w Polsce położona w województwie lubelskim, w powiecie lubartowskim, w gminie Kamionka.
W latach 1975–1998 miejscowość należała administracyjnie do województwa lubelskiego.
Wieś stanowi sołectwo gminy Kamionka. Według Narodowego Spisu Powszechnego (III 2011 r.) wieś liczyła 97 mieszkańców.
17 czerwca 1998 doszło na terenie Kopalni Ropy Naftowej w Amelinie do wycieku ropy oraz gazu ziemnego i skażenia 5 ha pól.
11 maja 1944 roku w okolicach wsi Syry i Amelin doszło do starcia wojsk partyzantów radzieckich i oddziałów Armii Ludowej z niemiecką 5 Dywizją Pancerną SS „Wiking”. Wydarzenie jest powiązane bitwą pod Rąblowem.